# Hierodula microdon
Hierodula microdon är en bönsyrseart som beskrevs av Werner 1933. Hierodula microdon ingår i släktet Hierodula och familjen Mantidae. Inga underarter finns listade i Catalogue of Life.